# Netu’a
Netu’a (hebr. נטועה; ang. Netu’a) – moszaw położony w Samorządzie Regionu Ma’ale Josef, w Dystrykcie Północnym, w Izraelu.

## Położenie
Moszaw Netu’a jest położony na wysokości 615 metrów n.p.m. w północnej części Górnej Galilei. Leży na zachodnich zboczach góry Har Biranit (780 m n.p.m.). Po stronie południowej przebiega wadi strumienia Biranit, a po stronie zachodniej wadi strumienia Saracho, za którym wznoszą się strome zbocza gór Har Conam (673 m n.p.m.), Har Ajta (700 m n.p.m.) i Har Rahav (752 m n.p.m.). Okoliczne wzgórza są zalesione. W odległości niecałego 1 km na północny wschód od moszawu przebiega granica Libanu. W otoczeniu moszawu Netu’a znajdują się miejscowości Churfeisz, Fassuta i Mi’ilja, moszawy Dowew, Elkosz, Ewen Menachem i Szetula, oraz wioski komunalne Mattat, Abbirim, Micpe Hilla i Gornot ha-Galil. Na wschód od osady jest położona baza wojskowa Biranit, będąca główną kwaterą Dywizji Galil. Na północy jest przygraniczny posterunek wojskowy Szetula. Po stronie libańskiej są wioski Ajta asz-Szab i Rumajsz.

### Podział administracyjny
Netu’a jest położony w Samorządzie Regionu Ma’ale Josef, w Poddystrykcie Akka, w Dystrykcie Północnym Izraela.

## Demografia
Stałymi mieszkańcami moszawu są wyłącznie Żydzi. Tutejsza populacja jest mieszana - świecka i religijna:

Źródło danych: Central Bureau of Statistics.

## Historia
Tutejsze ziemie należały do arabskiej wioski Al-Mansura. W wyniku I wojny światowej cała Palestyna przeszła pod panowanie Brytyjczyków, którzy utworzyli Brytyjski Mandat Palestyny. Przyjęta 29 listopada 1947 roku Rezolucja Zgromadzenia Ogólnego ONZ nr 181 przyznała ten obszar państwu arabskiemu. Podczas wojny domowej w Mandacie Palestyny w 1948 roku w rejonie wioski stacjonowały siły Arabskiej Armii Wyzwoleńczej, które paraliżowały żydowską komunikację w całej Galilei. Podczas I wojny izraelsko-arabskiej Izraelczycy przeprowadzili operację „Hiram”, w trakcie której 29 października 1948 roku zdobyli wioskę al-Mansura. Wysiedlono wówczas jej mieszkańców, a następnie wyburzono domy. Współczesny moszaw został założony w 1966 roku w ramach rządowego programu Sof Sof, którego celem było wzmocnienie żydowskiej obecności na granicy z Libanem. Grupa założycielska składała się z mieszkańców pobliskich osad rolniczych. Na początku XXI wieku moszaw został rozbudowany. Istnieją plany jego dalszej rozbudowy.

## Edukacja
Moszaw utrzymuje przedszkole. Starsze dzieci są dowożone do szkoły podstawowej w moszawie Becet lub szkoły średniej przy kibucu Kabri. Natomiast dzieci religijne dowozi się do szkoły w miejscowości Szelomi.

## Kultura i sport
W moszawie znajduje się ośrodek kultury z biblioteką. Z obiektów sportowych jest boisko do koszykówki.

## Infrastruktura
W moszawie jest przychodnia zdrowia, sklep wielobranżowy oraz warsztat mechaniczny.

## Gospodarka
Gospodarka moszawu opiera się na drobnym rolnictwie i sadownictwie. Jest tu także ferma drobiu. Część mieszkańców dojeżdża do pracy w pobliskich strefach przemysłowych.

## Transport
Z moszawu wyjeżdża się na południowy zachód na drogę nr 899, którą jadąc na północny zachód dojeżdża się do moszawu Ewen Menachem, lub na południowy wschód do skrzyżowania z drogą nr 8944 (prowadzi na południe do moszawu Elkosz) przy bazie wojskowej Biranit i dalej do wioski Mattat. Lokalna droga prowadzi z moszawu na północny wschód do przygranicznej drogi nr 8933, którą jadąc na południowy wschód dojeżdża się do bazy wojskowej Biranit, lub na zachód do skrzyżowania z drogą nr 8993 (prowadzi na północ do moszawu Szetula) i moszawu Ewen Menachem.